# 黄文润
黄文润（1866年—1926年），字涵若，湖北蒲圻人。清末民初实业家、政治人物。

## 生平
黄文润是清朝秀才。后来他投身实业，兴办布厂，并且有两艘分别名为新汉、新鄂的轮船在武汉和蒲圻之间经营货运业务。他曾经任湖北谘议局议员。他曾经当选资政院议员，后来未赴会即被撤销资格。
中华民国成立后，他曾任湖北省议会议员。 
1926年，黄文润逝世。 